# Edward Coke

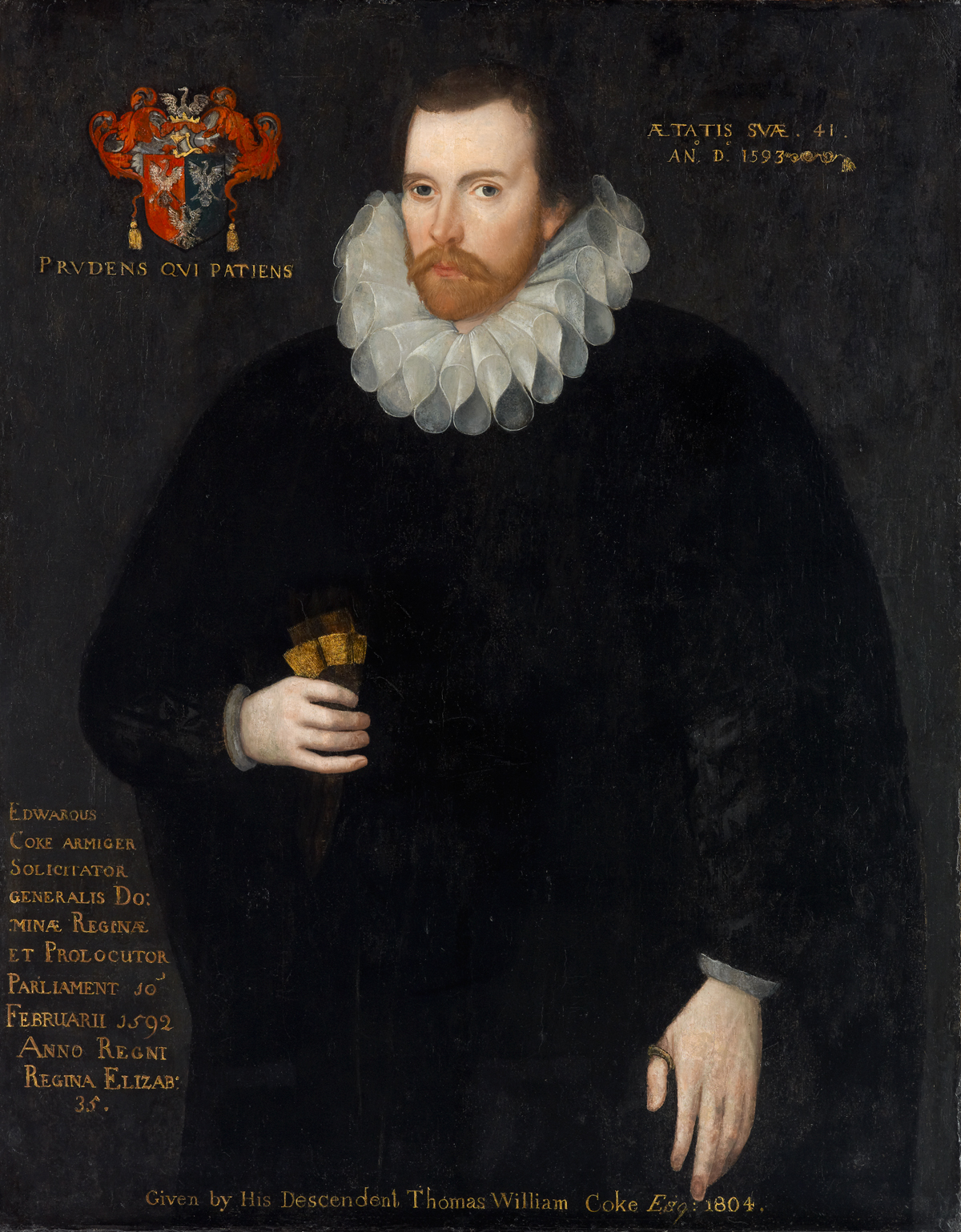
Sir Edward Coke

Sir Edward Coke (* 1. Februar 1552 in Mileham, Norfolk; † 3. September 1634 in Stoke Poges) war ein bedeutender englischer Richter und Politiker.
Nach einem Studium am Trinity College der University of Cambridge praktizierte er ab 1578 als Barrister. Erstmals 1588 wurde er als Abgeordneter für Aldeburgh ins House of Commons des englischen Parlaments gewählt.
Cokes Aufstieg begann, nachdem er durch seine erste Ehe 1589 zu Reichtum gekommen war. 1593 wurde er Speaker des House of Commons und im folgenden Jahr englischer Generalstaatsanwalt. In dieser Funktion leitete er 1605 die Anklage gegen die Verschwörer des Gunpowder Plot. 1603 wurde er als Knight Bachelor geadelt. Von 1606 bis 1613 war er oberster Richter am Court of Common Pleas, danach bis 1616 oberster Richter am Court of King’s Bench. In dieser Zeit setzte er sich entschieden für die Anwendung des Common Law ein und trat damit in Opposition zum König und zur Kirche, die dem durch königliche Entscheidungen bestimmten Billigkeitsrecht und dem Römischen Recht größere Bedeutung einräumen wollten. 1616 wurde Coke wegen dieser Haltung abgesetzt. Dabei handelte es sich um den ersten überlieferten Fall in der englischen Geschichte, in dem ein Richter aus politischen Gründen suspendiert wurde.
Coke blieb der dem Monarchen gegenüber kritisch eingestellte „Oppositionsführer“ im Unterhaus. Der erste Entwurf der Petition of Right von 1628 wurde von ihm formuliert.
Cokes Law Reports dokumentierten die Rechtsprechung in konkreten Einzelfällen. In seinen Institutes wollte er die unübersichtlichen Gesetzeswerke Englands geordnet darstellen, legte sie aber zugleich neu entsprechend den Erfordernissen seiner Zeit aus. Beide Werke stellten eine bis dahin nicht erreichte systematische Aufarbeitung des Rechtssystems dar und werden bis heute in der Juristenausbildung in Ländern mit Common law verwendet.